# Симанихина, Татьяна Ивановна
Татьяна Ивановна Симанихина (род. 5 декабря 1998 года) — российская волейболистка, либеро.

## Биография
Родилась 5 декабря 1998 года в Тюменской области. В детстве с семьёй переехала в город Бор Нижегородской области, где и начала заниматься волейболом. В 16 лет прошла просмотр в казанское «Динамо» и выступала за него до 2020 года.
В 2020—2021 годах играла за «Тулицу». В 2021 году перешла в «Волеро Ле-Канне».

## Достижения

### С клубами
- Чемпионка России 2020
- Обладательница Кубка Франции 2022
- Обладательница Кубка России 2019
- Бронзовый призёр Кубка России 2018